# Rua dos Caldeireiros
A Rua dos Caldeireiros é um arruamento nas freguesias da Sé e Vitória da cidade do Porto, em Portugal.

## História
A primeira referência documental a este rua data de 1234. Sabermos, no entanto, que o arruamento é muito anterior. Continuação natural da rua do Souto - com a qual partilhava o nome - estabelecia a ligação entre o núcleo primitivo do burgo, no morro de Pena Ventosa e a porta do Olival da Muralha Fernandina do Porto e, daí, para as estradas de Braga e de Vila do Conde e Viana do Castelo, integrada no Caminho de Santiago.
Quando em 1522 foi rasgada a rua das Flores, a parte da antiga rua do Souto que lhe ficava a ocidente passou a assumir outras designações. Rua da Laje e da Ferraria de Cima foram nomes que ao arruamento adoptou nos séculos seguintes. "Ferraria de Cima", por oposição à "Ferraria de Baixo" (hoje a rua do Comércio do Porto), ambos locais onde funcionavam as oficinas dos ferreiros.
Os ferreiros tinham Nossa Senhora da Silva como padroeira das respetivas irmandades. A dos ferreiros de cima foi constituída no hospital de São João Batista, localizado na mesma rua, a 22 de agosto de 1599. Em 1682, as confrarias dos ferreiros de cima e dos ferreiros de baixo foram obrigadas judicialmente a juntarem-se, por sentença dimanada do Juízo da Correição do Cível e confirmada pelo Senado da Relação que ordenava que "se unissem os confrades delas, os da parte de baixo com os da parte de cima", e que ao serviço da Confraria que resultasse dessa fusão, "houvesse só um livro de receita e despesa, um só compromisso [i.e., estatutos], um só escrivão e um só provedor".
Em 1616 temos referências à "rua da Caldeiraria", encontrando-se a denominação atual da Rua dos Caldeireiros pela primeira vez em 1780.
A sede da nova Confraria de Nossa Senhora da Silva passou a ser na atual rua dos Caldeireiros. A unificação das confrarias implicou, também, alterações com os hospitais. Assim, ao já existente hospital de São João Batista, juntaram-se os hospitais de Santa Catarina e de Santiago, vindos da beira-rio. O hospital de Santiago funcionava, principalmente, como albergaria para apoio aos peregrinos e tinha como obrigação "dar camas boas e limpas em que se possam albergar nove desses peregrinos aos quais serão dadas rações de entrada e saída, e lume, água e sal quanto lhes fizer mister". Os ferreiros foram sempre grandes devotos de Nossa Senhora da Silva, de São João Batista e de São Baldomero, cujas imagens figuram na capela da irmandade com destaque, naturalmente, para a de Nossa Senhora da Silva.
Também na rua dos Caldeireiros, na esquina com a rua das Flores, funcionou o antigo hospital de Rocamador, o primeira a ser fundado no Porto, ainda no tempo de D. Sancho I, ampliado e completamente reformulado pela Santa Casa da Misericórdia do Porto, passando a adotar o nome de hospital de D. Lopo de Almeida. Este tornou-se o principal centro hospitalar da cidade até à abertura do hospital de Santo António em 1799.
Ainda na rua dos Caldeireiros existiu, até 1869, o cruzeiro do Senhor da Boa Fortuna. Tendo desaparecido o cruzeiro, conserva-se ainda a imagem num nicho que se encontra na esquina da viela do Ferraz. 